# Оланзапін
Оланзапін (лат. Olanzapinum, англ. Olanzapine) — лікарський засіб, що належить до антипсихотичних препаратів, та є похідним дибензотіазепіну. Оланзапін застосовується як перорально, так і внутрішньом'язово. Оланзапін запатентований у 1971 році, та застосовується у клінічній практиці з 1996 року.

## Фармакологічні властивості
Оланзапін — лікарський засіб, що належить до антипсихотичних препаратів, та є похідним дибензотіазепіну. Механізм дії препарату полягає у блокуванні серотонінових рецепторів 5-НТ2, 5-HT2A, 5-HT1A, 5-HT1D, 5-HT6 і 5-НТ3; а також D1, D2, D3, D4 та D5 дофамінових рецепторів; блокуванні альфа-1-адренорецепторів; та блокуванні м-холірецепторів. Наслідком дії препарату є зменшення як продуктивної, так і негативної психіатричної симптоматики. Оланзапін знижує так званий умовний захисний рефлекс, який є тестом на антипсихотичну активність, у нижчих дозах, які не призводять до виникнення каталепсії. Також препарат має помірний антидепресивний ефект, та може застосовуватися як протиблювотний засіб. Оланзапін застосовується для лікування шизофренії та інших психотичних розладів із вираженою продуктивною симптоматикою (марення, галюцинації, автоматизм), а також у маніакальній стадії біполярного афективного розладу. При застосуванні препарату спостерігається незначна частота екстрапірамідних побічних ефектів у порівнянні з іншими антипсихотичними препаратами.

### Фармакокінетика
Оланзапін добре, проте повільно, всмоктується після перорального застосування, біодоступність препарату становить 60 % при пероральному застосуванні у зв'язку з ефектом першого проходження через печінку. Максимальна концентрація препарату досягається протягом 5—8 годин після прийому препарату. Оланзапін добре (на 93 %) зв'язується з білками плазми крові. Препарат проходить через гематоенцефалічний бар'єр, через плацентарний бар'єр та виділяється в грудне молоко. Оланзапін метаболізується в печінці з утворенням менш активних, ніж препарат, метаболітів. Виводиться препарат із організму переважно з сечею (57 %), частково із калом (30 %). Період напіввиведення препарату становить 21—54 години, для форм для внутрішньом'язового застосування із сповільненим вивільненням препарату період напіввиведення становить 30 діб.

## Покази до застосування
Оланзапін застосовують для лікування шизофренії та інших психотичних розладів із вираженою продуктивною симптоматикою (марення, галюцинації, автоматизм), а також у маніакальній стадії біполярного афективного розладу.

## Побічна дія
При застосуванні оланзапіну найчастішим побічним ефектом є збільшення маси тіла. Іншими побічними ефектами при застосуванні препарату є:
- Алергічні реакції та з боку шкірних покривів — шкірний висип, свербіж шкіри, кропив'янка, алопеція, набряк Квінке, гарячка.
- З боку травної системи — запор, панкреатит, метеоризм, гепатит, сухість у роті, жовтяниця, холестатичний синдром.
- З боку нервової системи — акатизія, сонливість або безсоння, запаморочення, судоми, головний біль, дискінезія, дистонія, розлади мови, паркінсонізм, тремор, вкрай рідко злоякісний нейролептичний синдром.
- З боку серцево-судинної системи — тахікардія або брадикардія, венозний тромбоз, тромбоемболія легеневої артерії, біль у грудній клітці, подовження інтервалу QT на ЕКГ, аритмії, припливи крові.
- З боку ендокринної системи — гінекомастія, галакторея, аменорея, підвищення секреції пролактину, болючість молочних залоз, цукровий діабет, діабетична кома.
- З боку сечостатевої системи — пріапізм, підвищення лібідо, еректильна дисфункція, затримка сечопуску, нетримання сечі, енурез.
- З боку опорно-рухового апарату — біль у м'язах, рабдоміоліз.
- Зміни в лабораторних аналізах — лейкопенія, нейтропенія, еозинофілія, тромбоцитопенія, гіперглікемія, гіпоглікемія, глюкозурія, підвищення рівня білірубіну, підвищення рівня холестерину, підвищення рівня сечової кислоти, підвищення рівня активності гаммаглутамілтранспептидази, лактатдегідрогенази та амінотрансфераз.

## Протипокази
Оланзапін протипоказаний при підвищеній чутливості до препарату та підвищеному ризику закритокутової глаукоми.

## Форми випуску
Оланзапін випускається у вигляді таблеток по 0,0025; 0,005; 0,01; 0,015 і 0,02 г; ліофілізату для приготування розчину для ін'єкцій по 10; 210; 300 і 405 мг у комплекті з розчинником. Оланзапін випускається також у комбінації з флуоксетином у вигляді желатинових капсул.